# Барбара Кінґсолвер
Барбара Еллен Кінґсолвер (нар. 8 квітня 1955) — американська письменниця, есеїстка та поетеса, лауреатка Пулітцерівської премії. Серед її широко відомих творів роман «Біблія Пойзонвуда», розповідь про сім'ю місіонерів у Конго, та «Тварини, овочі, дива» — документальний опис спроб її сім'ї харчуватися локально. 2023 року вона здобула Пулітцерівську премію за художню книгу за роман «Мідноголовий Демон». Її роботи часто зосереджуються на таких темах, як соціальна справедливість, біорізноманіття та взаємодія між людьми та їх спільнотами й середовищем.
Кінґсолвер здобула численні нагороди, зокрема нагороду Дейтонської літературної премії миру Річарда С. Голбрука за видатні досягнення 2011 року та Національну гуманітарну медаль. Після перемоги за роман «Лакуна» 2010 року та «Мідноголовий Демон» 2023 року Кінґсолвер стала першою письменницею, яка двічі отримувала Жіночу літературну премію. З 1993 року кожна її книжка входила до списку бестселерів New York Times.
Кінґсолвер виросла в сільській місцевості Кентуккі, в дитинстві недовго жила в Конго, а зараз живе в Аппалачах. Здобула ступінь з біології, екології та еволюційної біології в Університеті Де Поу та Університеті Аризони, а також працювала незалежною письменницею, перш ніж почала писати романи. 2000 року політично прогресивна Кінґсолвер заснувала премію Беллветера для підтримки «літератури соціальних змін».

## Життєпис
Кінґсолвер народилася 1955 року в Аннаполісі, штат Мериленд, її батько Венделл Рой та мати Вірджинія Лі (уроджена Генрі) Кінґсолвер, але виросла в Карлайлі, штат Кентуккі. Коли Кінґсолвер було сім років, її батько, лікар, перевіз сім'ю в Леопольдвіль, Конго (нині Кіншаса, Демократична Республіка Конго).
Після закінчення середньої школи Кінґсолвер навчалася у Університеті Де Поу в Ґрінкаслі, штат Індіана, за музичною стипендією, вивчаючи класичне фортепіано. Вона змінила спеціалізацію на біологію після того, як зрозуміла, що «класичні піаністи змагаються за шість вакансій на рік, а решта [з них] грає «Blue Moon» у холі готелю».
Кінґсолвер була активісткою у своєму університеті та долучалася до протестів проти війни у В'єтнамі. 1977 року Кінґсолвер закінчила Фі Бета Каппа зі ступенем бакалавра наук і переїхала на рік до Франції. 1980 року вступила до аспірантури в Університеті Аризони, де здобула ступінь магістра з екології та еволюційної біології.
1985 року Кінґсолвер вийшла заміж за Джозефа Гоффманна, і 1987 року народила дочку Каміллу. Під час першої Першої війни в Перській затоці вона на рік переїхала з дочкою на Тенерифе на Канарських островах, здебільшого через розчарування через військову участь Америки. Після повернення в США 1992 року вона розлучилася з чоловіком.
1994 року Кінґсолвер здобула ступінь почесного доктора літератури від альма-матер, Університету Де Поу. Того ж року вона вийшла заміж за Стівена Лі Гоппа, орнітолога, і 1996 року у них народилася дочка Лілі. 2004 року Кінґсолвер переїхала з родиною на ферму в окрузі Вашингтон, штат Вірджинія. 2008 року здобула ступінь почесного доктора гуманітарних наук Дюкського університету, де виступила з промовою під назвою «Як мати надію».
Наприкінці 1990-х років Кінґсолвер була однією із засновниць Rock Bottom Remainders, рок-н-рольного гурту, що складається з авторів, які опублікували свої твори. Серед інших учасників групи були Емі Тан, Метт Гронінг, Дейв Беррі та Стівен Кінг, і вони грали один тиждень упродовж року. Кінґсолвер грала на клавішних, але більше не є активною учасницею гурту.
В інтерв'ю The Guardian 2010 року Кінґсолвер сказала: «Я ніколи не хотіла бути відомою і досі не хочу… Всесвіт винагородив мене тим, чого я найбільше боялася». Вона сказала, що створила власний вебсайт лише для того, щоб конкурувати з безліччю підробок, «як захист моєї родини від дезінформації».
Кінґсолвер живе в районі Аппалачі в США. 2020 року вона сказала, що мистецька еліта загалом сприймає сільську Америку з «глибокою антипатією».

## Письменницька кар'єра

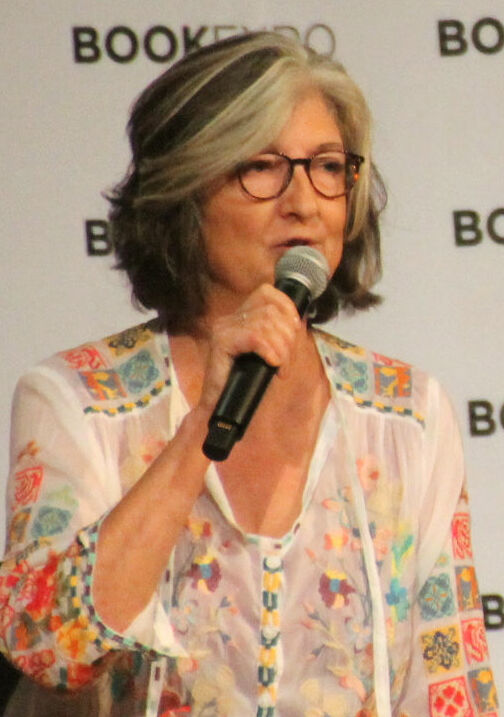
Кінґсолвер виступає на BookExpo America 2018 року

Кінґсолвер розпочала постійну письменницьку кар'єру в середині 1980-х як наукова авторка для Університету Аризони, що згодом призвело до написання незалежних статей, зокрема багатьох історій, які потрапили на обкладинку для місцевого альтернативного тижневика Tucson Weekly. Вона почала свою кар'єру в художній літературі після перемоги на конкурсі оповідань у місцевій газеті Phoenix.
Перший роман Кінґсолвер «Бобові дерева» вийшов 1988 року. У ньому розповідається про молоду жінку, яка виїжджає з Кентуккі в Аризону, усиновлюючи по дорозі покинуту дитину; вона написала його вночі, коли була вагітна першою дитиною і боролась із безсонням. Її наступним художнім твором, що вийшов 1990 року, стала «Батьківщина та інші історії» — збірка коротких оповідань на різні теми, від еволюції культури та батьківщини до боротьби за шлюб.
1990 році також вийшов роман «Сни тварин», 1993 року — «Свині в раю», продовження «Бобових дерев». Кожна книжка, яку написала Кінґсолвер після роману «Свині в раю», потрапляла у список бестселерів The New York Times.
Роман «Біблія Пойзонвуда», вийшов 1998 року, він є одним з її найвідоміших творів; у ньому розповідається про життя дружини та дочок баптистського місіонера, який виконує християнську місію в Африці. Хоча дія роману дещо схожа на дитинство Кінґсолвер у Демократичній Республіці Конго (тоді «Демократична Республіка Заїр»), роман не є автобіографічним. Роман став вибором Книжкового клубу Опри. Роман «Біблія Пойзонвуда» отримав Національну книжкову премію Південної Африки та увійшов до короткого списку Пулітцерівської премії та премії PEN/Faulkner.
Наступний роман, що вийшов 2000 року, «Блудне літо», дія якого відбувається в південних Аппалачах. 2000 року президент США Білл Клінтон нагородив його Національною гуманітарною медаллю.
Кінґсолвер написала оглядову статтю для Los Angeles Times після бомбардування Афганістану США після терактів 11 вересня, яку широко розкритикували за те, що вона змішувала невинних афганців з режимом Талібану. Вона написала: «Мені здається, що я стою на майданчику, де маленькі хлопчики все кричать один на одного: „Він почав!“ і кидають каміння, що постійно вибиває ще одне око, ще один зуб. Я постійно озираюсь у пошуках чиєїсь матері, щоб вона з'явилася і сказала: „Хлопці! Хлопці! Хто почав — тут не важливо. Люди зазнають поранень“». За деякими свідченнями, її «оголосили зрадницею», але вона відновилася після цих звинувачень і пізніше написала про них.
Починаючи з квітня 2005 року, Кінґсолвер та її родина цілий рік докладали всіх зусиль, щоб споживати їжу, вироблену якомога локальніше. Живучи на своїй фермі в сільській місцевості Вірджинії, вони вирощували більшу частину власної їжі, а решту отримували від сусідів та інших місцевих фермерів. Кінґсолвер, її чоловік і її старша донька описали свій досвід того року в книжці «Тварини, овочі, дива: рік у світі їжі», яка вийшла 2007 року. Хоча було зроблено винятки для основних інгредієнтів, недоступних у цій місцевості, як-от кави та оливкової олії, сім'я вирощувала овочі, розводила худобу, виготовляла сир і зберігала більшу частину свого врожаю. Книжка «Тварини, овочі, дива» отримала нагороду Фонду Джеймса Берда 2008 року.
Кінґсолвер повернулася до написання романів із романом «Лакуна», який вийшов 2009 року. Кінґсолвер здобула свою першу Жіночу літературну премію за цей роман 2010 року. Роман «Лакуна» отримав премію Orange 2010 року. Книжка «Поведінка польоту» вийшла 2012 року. Вона досліджує екологічні теми та підкреслює потенційний вплив глобального потепління на метелика монарха.
2011 року Кінґсолвер стала першою лауреаткою Дейтонської літературної премії миру Річарда К. Голбрука за видатні досягнення. Нова назва премії на честь дипломата США, який відіграв важливу роль у переговорах щодо Дейтонських мирних угод 1995 році.2014 року Бібліотека Вірджинії присудила Кінґсолвер нагороду за життєві досягнення. Нагорода відзначає видатний і тривалий внесок у літературу жителів Вірджинії. 2018 року Бібліотека Вірджинії назвала її однією з жінок Вірджинії в історії.
Роман «Без притулку» вийшов 2018 року та розповідає про дві сім'ї у Вайнленді, Нью-Джерсі: одна у 1800-х роках, а інша — після урагану Сенді. Її остання книжка, яка вийшла 2022 року, — «Мідноголовий Демон». Дія роману натхненна Девідом Копперфілдом і розгортається в південних Аппалачах, де йдеться про наслідки опіоїдної кризи для сімей цього регіону. 2023 року роман «Мідноголовий Демон» отримав Пулітцерівську премію за художню літературу 2023 року разом із романом«Довіра» Ернана Діаса, що стало першим випадком в історії нагороди, коли нагороду розділили між двома авторами.
Кінґсолвер також публікує поезії та есеї. Вийшли дві її збірки есеїв, High Tide in Tucson (1995) і Small Wonder (2003), а антологія її поезії вийшла 1998 року під назвою «Інша Америка». Її есей «Звідки почати» (англ. Where to Begin) з'являється в антології «Нитки історій: Письменники про в'язання» (англ. Knitting Yarns: Writers on Knitting) (2013), яка вийшла у видавництві WW Norton Company. Її вірші в прозі також супроводжували фотографії Енні Гріффітс Белт у книжці 2002 року під назвою «Останній бастіон: Незаймані землі Америки» (англ. Last Stand: America's Virgin Lands).
Серед її основних науково-дослідних робіт — публікація 1990 року «На передовій: Жінки в шахтарському страйку Аризони, 1983» («Holding the Line: Women in the Great Arizona Mine Strike of 1983») і «Тварини, овочі, дива» 2007 року, опис місцевого харчування. Її також друкували як наукову журналістку у таких періодичних виданнях, як Economic Botany, на такі теми, як пустельні рослини та біоресурси.

## Премія Bellwether
2000 року Кінґсолвер заснувала премію Bellwether за художню літературу. Літературна премія, названа на честь барана-ватажка, підтримує письменників, чиї твори сприяють позитивним суспільним змінам. Нагороду присуджують громадянам США за раніше неопублікований твір художньої літератури, що стосується питань соціальної справедливості. Премію Bellwether присуджують в парні роки і вона передбачає гарантовану велику публікацію та грошовий приз у розмірі 25 000 доларів США, який повністю фінансує Барбара Кінґсолвер Вона зазначила, що хотіла створити літературну премію, щоб «заохотити письменників, видавців і читачів розглянути, як художня література залучає бачення соціальних змін і людської справедливості». У травні 2011 року Американський ПЕН-центр оголосив, що він візьме на себе управління премією, яка буде відома як Премія ПЕН/Bellwether за соціально ангажовану художню літературу.

## Літературний стиль і тематика
Кінґсолвер пише романи як від першої, так і від третьої особи, і часто використовує наративи, що накладаються один на одного.
Кінґсолвер часто пише про місця та ситуації, з якими вона знайома; багато її історій мають місцем дії місця, де вона жила, як-от Центральна Африка, Аризона та Аппалачі. Вона зазначила, що її романи не є автобіографічними, хоча між її життям і творчістю часто є спільні риси. Її робота часто сильно ідеалістична і її називають формою активізму.
Її персонажі часто написані навколо боротьби за соціальну рівність, як-от труднощі, з якими стикаються іммігранти без документів, бідні працівники та матері-одиначки. Інші поширені теми в її роботах охоплюють баланс між індивідуальністю та бажанням жити в спільноті, а також взаємодію та конфлікт між людьми та екосистемами, в яких вони живуть. Кажуть, що Кінґсолвер використовує прозу та захопливі оповіді, щоб зробити історичні події, такі як боротьба Конго за незалежність, цікавішими та привабливішими для пересічного читача.

## Нагороди та відзнаки
- 1993: Книжкова премія «Лос-Анджелес Таймс» (Художня література — «Свині в раю») Перемога
- 1999: PEN/Faulkner Award for Fiction («Біблія Пойзонвуда») Номіновано
- 1999: Жіноча літературна премія («Біблія Пойзонвуда») Номіновано
- 2000: Національна медаль у галузі гуманітарних наук[32]
- 2000: Премія Boeke від Exclusive Books (Нагорода від судді — «Біблія Пойзонвуда») Перемога
- Премія Союзу громадянських свобод Аризони[30]
- 2008: Audie Awards (Начитано авторкою — «Тварини, овочі, дива: рік у світі їжі») Номіновано
- 2008: Премія «Common Wealth» за видатні заслуги (Публіцистика — Тварини, овочі, дива: рік у світі їжі) Перемога
- 2008: Indies Choice Book Awards (Публіцистика для дорослих — «Тварини, овочі, дива: рік у світі їжі») Перемога
- 2008: Премія Фонду Джеймса Бірда за письменство про їжу (за книжку «Тварини, овочі, дива: рік у світі їжі»)[51]
- 2010 Жіноча літературна премія (за роман «Лакуна») Перемога[9]
- 2010: Премія PEN/Фолкнера за художню літературу (за роман «Лакуна») Номіновано
- 2011: Дублінська літературна премія (за роман «Лакуна») Номіновано
- 2011 Премія Річарда С. Голбрука за видатні досягнення в межах Дейтонської літературної премії миру
- 2012: Премія «Вибір читачів» від Goodreads (Художня література — «„Поведінка в польоті“») Номіновано[52]
- 2013: Жіноча літературна премія (за роман «Поведінка в польоті») Номіновано
- 2014 Премія за життєві досягнення від Бібліотеки Вірджинії[41]
- 2018 Жінки Вірджинії в історії[42]

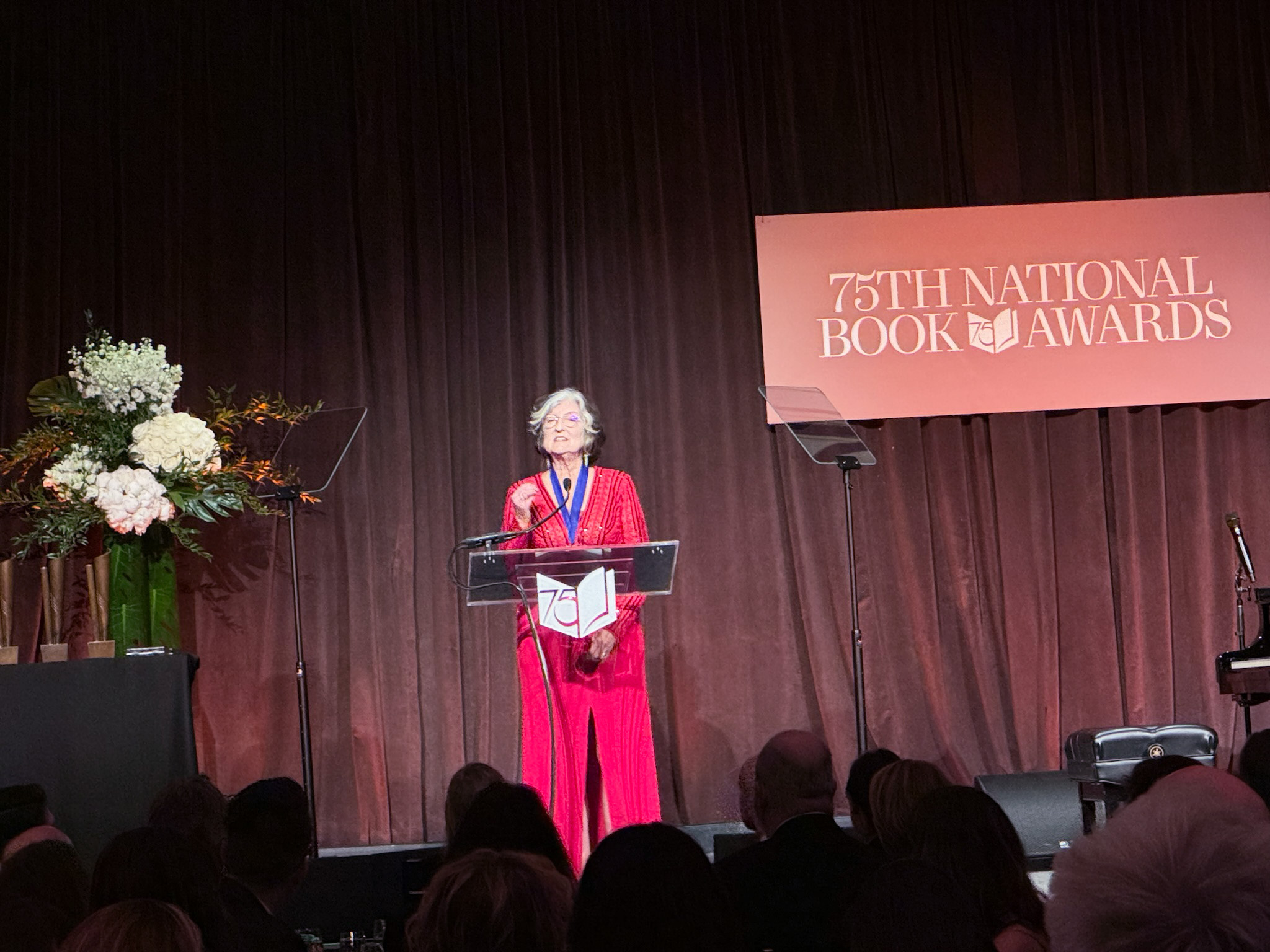
Кінґсловер отримує медаль 2024 року за видатний внесок в американську літературу на врученні Національної книжкової премії

- 2018: Премія «Вибір читачів» від Goodreads (Історична белетристика — «Безпритульні») Номіновано[53]
- 2020: Премія «Вибір читачів» від Goodreads (Поезія — «Як літати (у десяти тисячах легких уроків») Номіновано[54]
- 2021 обрана до Американської академії мистецтв і літератури в галузі літератури[55]
- 2022 Премія Джеймса Тейта Блека за художню літературу (за роман «Мідноголовий Демон») Перемога[56]
- 2022: Премія «Вибір читачів» від Goodreads Художня література — «Мідноголовий Демон») Номіновано[57]
- 2023: Читацька премія «Books Are My Bag» (Художня література — «Мідноголовий Демон») Номіновано
- 2023: Премвія Орвелла (Політична белетристика — «Мідноголовий Демон») Номіновано
- 2023 Пулітцерівська премія за художню книгу (за роман «Мідноголовий Демон»)[6][58]
- 2023 Жіноча літературна премія (за роман «Мідноголовий Демон»)[9], перша авторка, що здобула цю премію двічі[59]
- 2024 Медаль Фонду національної книжки 2024 року за видатний внесок в американську літературу(DCAL)[59]
- 2024: Британська книжкова премія (Найзахопливіша книжка року — «Мідноголовий Демон») Номіновано

### Художня література
- Бобові дерева, 1988, перше британське видання 1989, обмежене видання (200) 1992
- Батьківщина та інші історії, 1989
- Сни тварин, 1990
- Свині в раю, 1993
- Біблія Пойзонвуда, 1998
- Блудне літо, 2000
- Лакуна, 2009
- Поведінка в польоті, 2012
- Без притулку, 2018
- Мідноголовий Демон, 2022

### Нариси
- Приплив у Тусоні: Нариси з «Зараз чи ніколи», 1995, також: обмежене видання (150) 1995
- Маленьке диво: нариси, 2002

### Поезія
- Інша Америка, 1992
- Як літати (у десяти тисячах легких уроків), 2020

### Публіцистика
- Тримати лінію: Жінки у Великому страйку шахти в Аризоні 1983 року, 1989 рік, ISBN 9780875461564
- Останній бастіон: Незаймані землі Америки, 2002 (з фотографкою Енні Ґріффітс Белт) ISBN 9780792269090
- Тварини, овочі, дива: рік у світі їжі, 2007 (зі Стівеном Л. Гоппом і Каміллою Кінґсолвер)ISBN 9780062653055[46]